# Lijst van Tweede Kamerleden 1998-2002

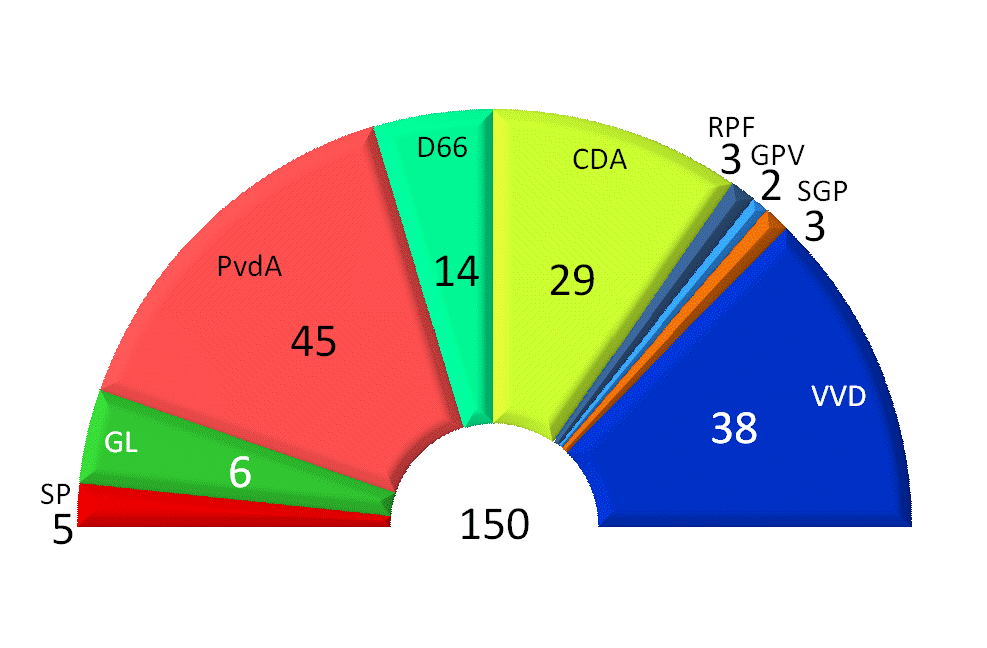
Samenstelling Tweede Kamer 1998-2002
SP (5)
GL (6)
PvdA (45)
D66 (14)
CDA (29)
RPF (3)
GPV (2)
SGP (3)
VVD (38)

De samenstelling Tweede Kamer 1998-2002 is een lijst van leden van de Tweede Kamer in de periode tussen de Tweede Kamerverkiezingen van 6 mei 1998 en die van 15 mei 2002. De regering wordt gevormd door het tweede paarse kabinet. De zittingsperiode liep van 19 mei 1998 tot 23 mei 2002.
De partijen staan in volgorde van grootte. Kandidaten die voldoende voorkeurstemmen haalden staan in volgorde van het aantal stemmen bovenaan, gevolgd door de overige leden van de fractie in volgorde van hun plaats op de kandidatenlijst.

## Gekozen bij de verkiezingen van 6 mei 1998

### PvdA(45 zetels)
- Wim Kok[1], fractievoorzitter
- Karin Adelmund[1]
- Jan Pronk[1]
- Jacques Wallage[1]
- Margreeth de Boer[1]
- Ad Melkert
- Tineke Netelenbos
- Willem Vermeend
- Margo Vliegenthart
- Judith Belinfante
- Rick van der Ploeg
- Khadija Arib
- Jan van Zijl
- Marleen Barth
- Anneke van Dok-van Weele

- Desirée Duijkers
- Rob Oudkerk
- Ella Kalsbeek
- Frans Timmermans
- Marjet van Zuijlen
- Ferd Crone
- José Smits
- Dick de Cloe
- Mariëtte Hamer
- Jeltje van Nieuwenhoven
- Adri Duivesteijn
- Laurette Spoelman
- Wouter Gortzak
- Lucy Kortram
- Gerritjan van Oven

- Marja Wagenaar
- Rob van Gijzel
- Saskia Noorman-den Uyl
- Bert Middel
- Sharon Dijksma
- Bert Koenders
- Peter Rehwinkel
- Martin Zijlstra
- Wouter Bos
- Peter van Heemst
- Nebahat Albayrak
- Gerrit Valk
- Jaap-Jelle Feenstra
- Willie Swildens-Rozendaal
- Jet Bussemaker

### VVD(38 zetels)
- Frits Bolkestein[1], fractievoorzitter
- Annemarie Jorritsma-Lebbink[1]
- Erica Terpstra[1]
- Gerrit Zalm[1]
- Hans Dijkstal[1]
- Benk Korthals
- Jozias van Aartsen
- Anke van Blerck-Woerdman
- Frank de Grave
- Johan Remkes
- Joris Voorhoeve
- Hans Hoogervorst
- Michiel Patijn

- Monique de Vries
- Henk van Hoof
- Hella Voûte-Droste
- Frans Weisglas
- Nellie Verbugt
- Clemens Cornielje
- Bibi de Vries
- Jan Rijpstra
- Marijke Essers-Huiskamp
- Henk Kamp
- Jan te Veldhuis
- Pieter Hofstra
- Willibrord van Beek

- Patricia Remak
- Jan Geluk
- Hans van Baalen[2]
- Jan-Hendrik Klein Molekamp
- Enric Hessing
- Jan Dirk Blaauw
- Theo van den Doel
- Atzo Nicolaï
- Jacques Niederer
- Gert Jan Oplaat
- Frans Weekers
- Fadime Örgü

### CDA(29 zetels)
- Jaap de Hoop Scheffer[1], fractievoorzitter
- Ank Bijleveld-Schouten[1]
- Maria van der Hoeven[1]
- Camiel Eurlings[3]
- Annie Schreijer-Pierik[3]
- Theo Meijer[1]
- Siem Buijs
- Gerda Verburg
- Hans van den Akker
- Jan Peter Balkenende

- Nancy Dankers
- Jacques de Milliano
- Cees van der Knaap
- Wim van de Camp
- Clémence Ross-van Dorp
- Klaasje Eisses-Timmerman
- Agnes van Ardenne-van der Hoeven
- Hans Hillen
- Gerd Leers
- Henk de Haan

- Maxime Verhagen
- Pieter Jan Biesheuvel
- Peter van Wijmen
- Joop Atsma
- Theo Rietkerk
- Theo Stroeken
- Joop Wijn
- Marry Visser-van Doorn
- Jacob Reitsma

### D66(14 zetels)
- Els Borst-Eilers[1], fractievoorzitter
- Thom de Graaf[1]
- Hans van Mierlo[1]
- Roger van Boxtel
- Boris Dittrich

- Gerrit Ybema
- Pieter ter Veer
- Bert Bakker
- Arthie Schimmel
- Olga Scheltema-de Nie

- Ursie Lambrechts
- Jan Hoekema
- Francine Giskes
- Francisca Ravestein

### GroenLinks(11 zetels)
- Paul Rosenmöller[1], fractievoorzitter
- Marijke Vos[1]
- Femke Halsema[1]
- Mohamed Rabbae

- Ineke van Gent
- Hugo van der Steenhoven
- Kees Vendrik
- Corrie Hermann

- Tara Oedayraj Singh Varma
- Ab Harrewijn
- Farah Karimi

### SP(5 zetels)
- Jan Marijnissen[1], fractievoorzitter
- Remi Poppe
- Jan de Wit
- Agnes Kant
- Harry van Bommel

### RPF(3 zetels)
- Leen van Dijke[1], fractievoorzitter
- André Rouvoet
- Dick Stellingwerf

### SGP(3 zetels)
- Bas van der Vlies[1], fractievoorzitter
- Koos van den Berg
- Kees van der Staaij

### GPV(2 zetels)
- Gert Schutte[1], fractievoorzitter
- Eimert van Middelkoop

## Bijzonderheden
- Hans van Baalen (VVD) besluit in overleg met zijn partij zijn zetel niet in te nemen nadat hij in opspraak is gekomen wegens een brief die hij als 16-jarige zou hebben geschreven aan NVU-leider Joop Glimmerveen. De plek van Van Baalen wordt ingenomen door Wim Passtoors.
- De definitieve uitslag van 11 mei 1998 wordt opnieuw vastgesteld omdat de resultaten van drie stembureaus in de gemeente Gramsbergen niet waren meegenomen. Dit heeft een verschuiving in het zeteltal tot gevolg: het CDA krijgt een restzetel die aanvankelijk aan de VVD was toegewezen.

## Wijzigingen in de samenstelling

### Wijzigingen in 1998
- 14 mei: Wim Kok werd als fractievoorzitter van de PvdA opgevolgd door Jacques Wallage, terwijl Els Borst-Eilers als fractievoorzitter van D66 werd opgevolgd door Thom de Graaf.
- 10 juli: Jacques Wallage nam ontslag als fractievoorzitter van de PvdA. Hij werd op 13 juli dat jaar opgevolgd door Ad Melkert.
- 30 juli: Frits Bolkestein nam ontslag als fractievoorzitter van VVD. Hij werd dezelfde dag nog opgevolgd door Hans Dijkstal.
- 3 augustus: Karin Adelmund, Wim Kok, Tineke Netelenbos, Rick van der Ploeg, Jan Pronk, Willem Vermeend en Margo Vliegenthart (allen PvdA), Jozias van Aartsen, Frank de Grave, Henk van Hoof, Hans Hoogervorst, Annemarie Jorritsma, Benk Korthals, Johan Remkes, Monique de Vries en Gerrit Zalm (allen VVD), Els Borst-Eilers, Roger van Boxtel en Gerrit Ybema (allen D66) werden minister of staatssecretaris in het kabinet-Kok II. De vrijgekomen plaatsen werden op 25 augustus dat jaar ingenomen door Thanasis Apostolou, Annet van der Hoek, Arie Kuijper, Usman Santi, Gerrit Schoenmakers, Harm Evert Waalkens en Tineke Witteveen-Hevinga (allen PvdA), Eric Balemans, Stef Blok, Philippe Brood, Oussama Cherribi, Ruud Luchtenveld, Els Meijer, Thijs Udo, Otto Vos en Geert Wilders (allen VVD), Marijke Augusteijn-Esser, Nicky van 't Riet en Stefanie van Vliet (allen D66).
- 18 augustus: Hans van Mierlo (D66) nam afscheid van de Tweede Kamer en werd op 23 oktober benoemd als Minister van Staat. Zijn opvolger Jan van Walsem werd op 25 augustus dat jaar geïnstalleerd.
- 26 augustus: Jacques Wallage (PvdA) werd op 1 oktober burgemeester van Groningen en gaf daarom zijn Tweede Kamerlidmaatschap op. Hij werd opgevolgd door Willem Herrebrugh.
- 17 november: Jacques de Milliano (CDA) was het niet eens met het fractiestandpunt over het terugsturen van Bosnische vluchtelingen, en stapte op 10 november uit de CDA-fractie en op 17 november uit de Tweede Kamer. Zijn opvolger was vanaf 24 november Aart Mosterd.

### Wijzigingen in 1999
- 1 juni: Anneke van Dok-van Weele (PvdA) werd op 1 juni burgemeester van Vlissingen en stapte daarom op. Zij werd dezelfde dag opgevolgd door Rik Hindriks.
- 21 september: Frits Bolkestein (VVD) was per 15 september Europese Commissaris voor Interne Markt en Belastingen geworden, en verliet daarom het parlement. De gerehabiliteerde Hans van Baalen volgde hem op 28 september op.
- 1 december: Joris Voorhoeve (VVD) nam afscheid van de Tweede Kamer omdat hij lid werd van de Raad van State. Janneke Snijder-Hazelhoff volgde hem op en wordt op 7 december beëdigd.

### Wijzigingen in 2000
- 24 maart: Wouter Bos (PvdA) verliet de Kamer om staatssecretaris van Financiën te worden. Jeroen Dijsselbloem volgde Bos op 28 maart op.
- 13 april: Philippe Brood (VVD) overleed. De vrijgekomen Kamerzetel werd vanaf 9 mei opgevuld door Ton de Swart.
- 1 september: Marjet van Zuijlen (PvdA) vertrok uit de Kamer om in dienst te treden bij Deloitte & Touche. Ze werd op 5 september opgevolgd door Hillie Molenaar.
- 1 oktober: Jan van Zijl (PvdA) werd voorzitter van de Raad voor Werk en Inkomen in oprichting en nam daarom afscheid van de Kamer. Zijn plek werd op 4 oktober door Staf Depla ingenomen.

### Wijzigingen in 2001
- 2 januari: Ella Kalsbeek (PvdA) volgde Job Cohen op als staatssecretaris van Justitie (Vreemdelingenzaken). Haar plek in het parlement werd vanaf 16 januari ingenomen door Eppo Bolhuis.
- 16 januari: Ank Bijleveld-Schouten (CDA) werd burgemeester van de gemeente Hof van Twente. Marleen de Pater-van der Meer werd op 6 februari als haar opvolgster.
- 14 februari: Gert Schutte (GPV) verliet de Kamer om ruim baan te geven aan de fusiepartij ChristenUnie. Hij werd als Tweede Kamerlid dezelfde dag opgevolgd door Arie Slob. Zijn opvolger als fractievoorzitter van de GPV was vanaf 14 februari Eimert van Middelkoop.
- 13 maart: De partijen RPF en GPV fuseren tot de ChristenUnie en ook hun fracties (respectievelijk 3 en 2 zetels) gingen samen. Fractievoorzitter van de nieuwe fractie werd Leen van Dijke, tot de fusie fractievoorzitter van de RPF.
- 1 april: Michiel Patijn (VVD) werd permanent vertegenwoordiger van Nederland bij de NAVO. Hij werd vanaf 3 april opgevolgd door Ernst van Splunter.
- 26 april: Klaasje Eisses-Timmerman (CDA) overleed. Coşkun Çörüz kwam op 29 mei in haar plaats in de Kamer.
- 30 mei: Tara Singh Varma (GroenLinks), al geruime tijd afwezig, verliet het parlement om gezondheidsredenen. Tom Pitstra volgde haar op 12 juni op.
- 12 juni: Jacob Reitsma (CDA) werd op 1 juni 2001 burgemeester van Wymbritseradeel en nam daarom afscheid van de Tweede Kamer. Zijn opvolger was vanaf 26 juni Jan ten Hoopen.
- 1 oktober: Jaap de Hoop Scheffer werd als fractievoorzitter van het CDA opgevolgd door Jan Peter Balkenende.
- 6 november: Margreeth de Boer (PvdA) was per 1 november 2001 waarnemend burgemeester van Leeuwarden geworden. Ze werd op 7 november opgevolgd door Jo Horn.
- 28 november: Rob van Gijzel (PvdA) stapte uit de Tweede Kamer uit onvrede met het beleid van zijn fractievoorzitter Ad Melkert inzake het woordvoerderschap met betrekking tot de bouwfraude-affaire. Gerdi Verbeet volgde Van Gijzel per 11 december op.

### Wijzigingen in 2002
- 1 februari: Gerd Leers (CDA) werd burgemeester van Maastricht en verliet de Tweede Kamer. Corien Jonker werd op 5 maart als zijn opvolger beëdigd.
- 13 mei: Ab Harrewijn (GroenLinks) overleed. Gezien de korte resterende duur van de zittingsperiode (twee dagen later vonden er Tweede Kamerverkiezingen plaats) werd zijn plek niet meer ingenomen door een opvolger.

1815-1818 ·
1818-1821 ·
1821-1824 ·
1824-1827 ·
1827-1830 ·
1830-1833 ·
1833-1836 ·
1836-1839 ·
1839-1842 ·
1842-1845 ·
1845-1848 ·
1848-1849 ·
1849-1850 ·
1850-1852 ·
1852-1853 ·
1853-1854 ·
1854-1856 ·
1856-1858 ·
1858-1860 ·
1860-1862 ·
1862-1864 ·
1864-1866 ·
1866 (sep) ·
1866-1868 ·
1868-1869 ·
1869-1871 ·
1871-1873 ·
1873-1875 ·
1875-1877 ·
1877-1879 ·
1879-1881 ·
1881-1883 ·
1883-1884 ·
1884-1886 ·
1886-1887 ·
1887-1888 ·
1888-1891 ·
1891-1894 ·
1894-1897 ·
1897-1901 ·
1901-1905 ·
1905-1909 ·
1909-1913 ·
1913-1917 ·
1917-1918 ·
1918-1922 ·
1922-1925 ·
1925-1929 ·
1929-1933 ·
1933-1937 ·
1937-1946 ·
1946-1948 ·
1948-1952 ·
1952-1956 ·
1956-1959 ·
1959-1963 ·
1963-1967 ·
1967-1971 ·
1971-1972 ·
1972-1977 ·
1977-1981 ·
1981-1982 ·
1982-1986 ·
1986-1989 ·
1989-1994 ·
1994-1998 ·
1998-2002 ·
2002-2003 ·
2003-2006 ·
2006-2010 ·
2010-2012 ·
2012-2017 ·
2017-2021 ·
2021-2023 ·
2023-heden
Overzicht historische zetelverdeling